# Agnorimus signatus
Agnorimus signatus är en skalbaggsart som beskrevs av Michio Chujo 1940. Agnorimus signatus ingår i släktet Agnorimus och familjen Cetoniidae. Inga underarter finns listade i Catalogue of Life.